# Masanaga Kageyama
Masanaga Kageyama(em japonês:  影山 雅永 - Kageyama Masanaga; Iwaki, 23 de maio de 1967) é um ex-futebolista e treinador de futebol japonês que atuava como zagueiro. Atualmente comanda a Seleção Japonesa Sub-20.

## Carreira em clubes
Formado na Universidade de Tsukuba, onde jogou entre 1986 e 1989, Kageyama atuou em 3 equipes: Furukawa Electric (atual JEF United), Urawa Reds (não entrou em campo) e Brummell Sendai, onde encerrou a carreira profissional em 1996, com apenas 29 anos.

## Carreira como treinador
Em 2001, Kageyama assumiu o cargo de auxiliar-técnico do Sanfrecce Hiroshima, onde permaneceu até 2005. Foi também técnico da Seleção Macaense entre 2006 e 2008, além de ter sido auxiliar e treinador do Fagiano Okayama por 6 temporadas.
Desde 2017, comanda a Seleção Sub-20 do Japão - em 2018, teve uma curta passagem pelo time Sub-19, que durou 5 partidas.